# パスクアーレ・グラビーナ
パスクアーレ・グラビーナ（Pasquale Gravina, 1970年5月1日 - ）は、イタリアの男子バレーボール選手。カンポバッソ出身。ポジションはミドルブロッカー。元イタリア代表。

## 来歴
1988年、セリエAのファルコナーラへ入団し、1990年にパルマへ移籍。以降、トレヴィーゾ、マチェラータ、クーネオと強豪クラブを渡り歩き、6度のリーグ優勝、4度のコッパ・イタリア優勝、3度の欧州チャンピオンズリーグ優勝など、数々のクラブのタイトル獲得に貢献した。
1990年4月27日、ベロオリゾンテで行われたブラジル戦で代表デビューを飾り、通算284試合に出場。イタリア代表のミドルブロッカーとして活躍し、1996年アトランタオリンピックで銀メダル、2000年シドニーオリンピックで銅メダルを獲得し、世界選手権連覇、欧州選手権3度優勝に貢献した。6度の優勝を飾ったワールドリーグでは、1995年ワールドリーグでベストブロッカー賞を受賞した。

## 球歴
ナショナルチーム代表歴
- オリンピック - 1996年（銀メダル）、2000年（銅メダル）
- 世界選手権 - 1994年、1998年（金メダル）
- ワールドカップ - 1995年（金メダル）
- ワールドグランドチャンピオンズカップ - 1993年（優勝）
- ワールドリーグ - 1991年、1992年、1994年、1995年、1997年、2000年（優勝）
- 欧州選手権 - 1993年、1995年、1999年（優勝）

クラブチーム優勝歴
- セリエA1 - 1992年、1993年、1998年、1999年、2001年、2005年
- コッパ・イタリア - 1992年、2000年、2003年、2005年
- イタリア・スーパーカップ - 1998年、2000年、2004年
- 欧州チャンピオンズリーグ - 1999年、2000年、2002年
- CEVカップ - 1992年、1995年、1998年

## 所属クラブ
- パッラヴォーロ・ファルコナーラ（1988-1990年）
- パッラヴォーロ・パルマ（1990-1996年）
- シスレー・トレヴィーゾ（1996-2001年）
- ルーベ・マチェラータ（2001-2003年）
- ピエモンテ・バレー（2003-2004年）
- シスレー・トレヴィーゾ（2004-2005年）